# Reborn (stripverhaal)
Reborn is een sciencefictionstrip van de Nederlandse stripauteur Aimée de Jongh. Het verhaal werd in 2015 en 2016 voorgepubliceerd in Eppo en is als album uitgegeven in 2016 door uitgeverij Don Lawrence Collection.

## Achtergrond
De Jongh maakte een sciencefictionstrip op vraag van Eppo. Haar favoriete stripverhaal Als in een droom (Robbedoes en Kwabbernoot) gaat over klonen, wat de basis van Reborn vormde. Ze wou het wel anders doen, dus keek De Jongh daarna series en films met klonen. Reborn is volledig digitaal getekend. Het album was bedoeld als een one-shot, maar kon eventueel een tweede deel krijgen. Hierdoor had De Jongh moeite met het einde van het verhaal, waardoor ze er uiteindelijk zelf niet helemaal tevreden over is. De Jongh gaf in 2019 in een interview met De Stripspeciaalzaak aan dat Reborn geen vervolg krijgt.

## Verhaal
Reborn speelt zich af in het jaar 2038. Hoofdpersoon is Elise, een jonge vrouw van 18 jaar en zij ontdekt dat ze een kloon is. Die ontdekking zorgt ervoor dat ze aan zichzelf gaat twijfelen, maar voordat ze alles op een rijtje kan zetten, wordt het nieuws over haar bekend. Lang niet iedereen is over klonen te spreken, zo blijkt al snel. Een fanatieke sekte heeft het op haar gemunt en het is aan Elise om uit hun klauwen te blijven.